# Dodona rubula
Dodona rubula är en fjärilsart som beskrevs av Hans Fruhstorfer 1914. Dodona rubula ingår i släktet Dodona och familjen Riodinidae. Inga underarter finns listade i Catalogue of Life.